# Santiago de Compostela
Santiago de Compostela (Saint James của Compostela) là một đô thị của Ferrolterra phía tây bắc Tây Ban Nha ở tỉnh A Coruña trong cộng đồng tự trị của Galicia. Thành phố này là một tổng giáo phận đạo Công giáo Rôma và cũng là chỗ hành hương, đích đến của Con đường của Thánh Giacôbê. Ngoài đại học Santiago de Compostela thành phố còn có một nền kỹ nghệ dược phẩm quan trọng.

## Dân số
Dân số thành phố năm 2012 là 95671 người, tính cả khu vực đô thị là 178695 người. Năm 2010, có khoảng 4111 người nước ngoài sống ở thành phố, chiếm khoảng 4,3% dân số. Các quốc tịch chính là người Brazil (11%), người Bồ Đào Nha (8%) và cộng đồng người Colimbia (7%).
Theo số liệu năm 2008, có 21% dân số luôn nói tiếng Galicia, 15% dân số nói tiếng Tây Ban Nha và phần dân số còn lại sử dụng cả hai thứ tiếng.

## Các biểu tượng chính
- Nhà thờ chính tòa Santiago de Compostela
- Colegiata de Santa María del Sar có từ thế kỷ 12
- Monasterio de San Martín Pinario với kiến trúc Baroque thế kỷ 16
- Đại học Santiago de Compostela
- Centro Galego de Arte Contemporánea (Trung tâm Nghệ thuật Đương đại Galician), thiết kế bởi Álvaro Siza Vieira
- Parque de San Domingos de Bonaval, thiết kế lại bởi Eduardo Chillida và Álvaro Siza Vieira
- Thành phố văn hóa Galicia, thiết kế bởi Peter Eisenman

## Các thành phố lân cận
Santiago de Compostela là thành phố chị em và kết nghĩa với:
| - São Paulo, Brasil - Santiago de Cali, Colombia - Coimbra, Bồ Đào Nha, since 1994 - Santiago do Cacém (đô thị), Bồ Đào Nha, since the 1980s - Mashhad, Iran - Buenos Aires, Argentina, since the 1980s - Qom, Iran | - Querétaro (thành phố), México (2005) - Santiago de los Caballeros, Cộng hòa Dominica (2004) - Assisi, Ý (2008) - Las Piedras, Uruguay, Uruguay (2010) - Pisa, Ý (2010) - Santiago de Cuba, Cuba |

## Giao thông
Santiago de Compostela có sân bay Santiago de Compostela và công ty tàu lửa Renfe Operadora. Thành phố này nối với AVE. Vào ngày 24 tháng 7 năm 2013, có một vụ tai nạn xe lửa tại Santiago de Compostela xảy ra gần thành phố, trong đó có 79 người thiệt mạng và ít nhất 130 người bị thương khi chiếc tàu bị trật bánh đường ray khi nó gần đến trạm Compostela.

## Kinh tế
Kinh tế Santiago mặc dù phụ thuộc rất nhiều vào quản lý công (các tòa nhà trung tâm của chính phủ tự trị Galicia), du lịch văn hóa, công nghiệp và giáo dục đại học với trường Đại học Santiago de Compostela, nhưng nhìn chung vẫn đang được đa dạng hóa. Các thành công nghiệp mới như chuyển gỗ (FINSA), công nghiệp tự động hóa (Uro (xe tải), và truyền thông, điện tử (Blusens và Televés) đã được hình thành.
Ngành du lịch phát triển mạnh nhờ đường hành hương Santiago de Compostela, điển hình là Các năm Thánh Compostelan (khi 25 tháng 7 nhằm ngày Chủ nhật)

## Văn hóa đại chúng
Santiago de Compostela được mô tả nổi bật trong tiểu thuyết lịch sử Sharpe's Rifles năm 1988 với tác giả là Bernard Cornwell, mô tả quân Pháp xâm lược Galicia vào tháng 1 năm 1809 trong các cuộc chiến tranh của Napoléon.

## Khí hậu
Theo phân loại khí hậu Köppen, Santiago de Compostela có khí hậu khí hậu đại dương (Cfb) ôn đới, với mùa hè hơi khô lạnh và mùa đông ẩm ướt không quá lạnh. Các cơn gió lớn từ Đại Tây Dương và xung quanh dãy núi kết hợp lại mang lại Santiago lượng mưa lớn nhất Tây Ban Nha: khoảng 1545 mm hàng năm. Khí hậu ấm: băng giá chỉ xuất hiện vào tháng 12, tháng 1 và tháng 2, với thời gian trung bình 8 ngày trong năm, trong khi đó tuyết rơi hiếm và nhiệt độ lớn 30 C là ngoại lệ.
| Dữ liệu khí hậu của Santiago de Compostela (1931-1960) | Dữ liệu khí hậu của Santiago de Compostela (1931-1960) | Dữ liệu khí hậu của Santiago de Compostela (1931-1960) | Dữ liệu khí hậu của Santiago de Compostela (1931-1960) | Dữ liệu khí hậu của Santiago de Compostela (1931-1960) | Dữ liệu khí hậu của Santiago de Compostela (1931-1960) | Dữ liệu khí hậu của Santiago de Compostela (1931-1960) | Dữ liệu khí hậu của Santiago de Compostela (1931-1960) | Dữ liệu khí hậu của Santiago de Compostela (1931-1960) | Dữ liệu khí hậu của Santiago de Compostela (1931-1960) | Dữ liệu khí hậu của Santiago de Compostela (1931-1960) | Dữ liệu khí hậu của Santiago de Compostela (1931-1960) | Dữ liệu khí hậu của Santiago de Compostela (1931-1960) | Dữ liệu khí hậu của Santiago de Compostela (1931-1960) |
| Tháng                                                  | 1                                                      | 2                                                      | 3                                                      | 4                                                      | 5                                                      | 6                                                      | 7                                                      | 8                                                      | 9                                                      | 10                                                     | 11                                                     | 12                                                     | Năm                                                    |
| ------------------------------------------------------ | ------------------------------------------------------ | ------------------------------------------------------ | ------------------------------------------------------ | ------------------------------------------------------ | ------------------------------------------------------ | ------------------------------------------------------ | ------------------------------------------------------ | ------------------------------------------------------ | ------------------------------------------------------ | ------------------------------------------------------ | ------------------------------------------------------ | ------------------------------------------------------ | ------------------------------------------------------ |
| Cao kỉ lục °C (°F)                                     | 15.7 (60.3)                                            | 18.5 (65.3)                                            | 21.0 (69.8)                                            | 24.7 (76.5)                                            | 26.9 (80.4)                                            | 31.0 (87.8)                                            | 33.6 (92.5)                                            | 32.2 (90.0)                                            | 29.7 (85.5)                                            | 25.7 (78.3)                                            | 19.6 (67.3)                                            | 15.9 (60.6)                                            | 33.6 (92.5)                                            |
| Trung bình ngày tối đa °C (°F)                         | 10.9 (51.6)                                            | 12.0 (53.6)                                            | 14.5 (58.1)                                            | 16.5 (61.7)                                            | 18.3 (64.9)                                            | 21.6 (70.9)                                            | 23.6 (74.5)                                            | 23.9 (75.0)                                            | 21.8 (71.2)                                            | 18.4 (65.1)                                            | 14.2 (57.6)                                            | 11.5 (52.7)                                            | 17.3 (63.1)                                            |
| Tối thiểu trung bình ngày °C (°F)                      | 4.3 (39.7)                                             | 4.1 (39.4)                                             | 5.8 (42.4)                                             | 6.5 (43.7)                                             | 8.3 (46.9)                                             | 11.0 (51.8)                                            | 12.5 (54.5)                                            | 12.9 (55.2)                                            | 12.0 (53.6)                                            | 9.6 (49.3)                                             | 6.9 (44.4)                                             | 5.0 (41.0)                                             | 8.2 (46.8)                                             |
| Thấp kỉ lục °C (°F)                                    | −1.3 (29.7)                                            | −1.4 (29.5)                                            | 1.2 (34.2)                                             | 2.3 (36.1)                                             | 3.7 (38.7)                                             | 6.9 (44.4)                                             | 8.7 (47.7)                                             | 9.2 (48.6)                                             | 8.0 (46.4)                                             | 4.2 (39.6)                                             | 1.6 (34.9)                                             | 0.2 (32.4)                                             | −1.4 (29.5)                                            |
| Lượng mưa trung bình mm (inches)                       | 214.0 (8.43)                                           | 145.0 (5.71)                                           | 188.0 (7.40)                                           | 114.0 (4.49)                                           | 106.0 (4.17)                                           | 63.0 (2.48)                                            | 37.0 (1.46)                                            | 54.0 (2.13)                                            | 90.0 (3.54)                                            | 134.0 (5.28)                                           | 197.0 (7.76)                                           | 203.0 (7.99)                                           | 1.545 (60.83)                                          |
| Nguồn: Worldwide Bioclimatic Classification System     |                                                        |                                                        |                                                        |                                                        |                                                        |                                                        |                                                        |                                                        |                                                        |                                                        |                                                        |                                                        |                                                        |